# Fort Meade (Floryda)
Fort Meade – miasto w Stanach Zjednoczonych, w stanie Floryda, w hrabstwie Polk.